# Vuurmolen

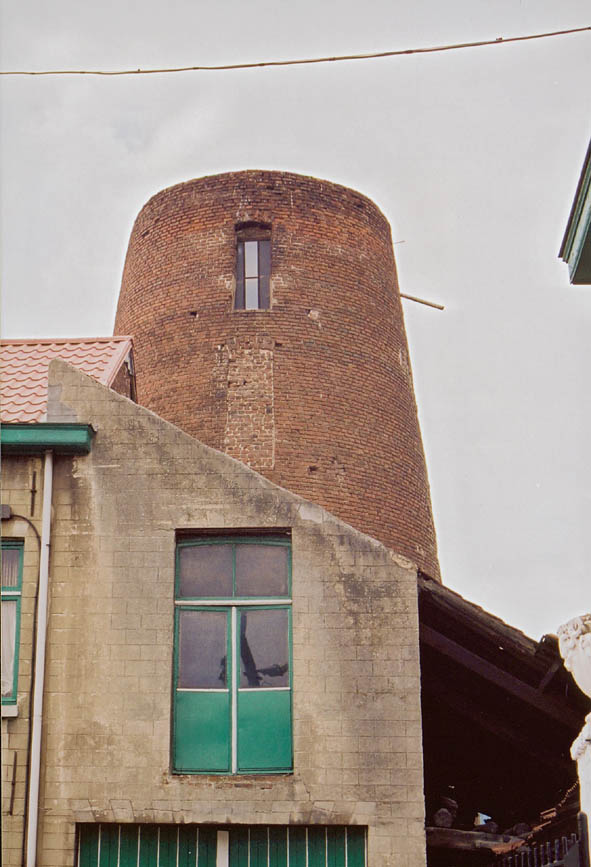
Vuurmolen

De Vuurmolen (ook: Molen van Zellik) is een windmolenrestant in de tot de Vlaams-Brabantse gemeente Asse behorende plaats Zellik, gelegen aan de Brusselsesteenweg 798.
Deze ronde stenen molen van het type beltmolen fungeerde als korenmolen.

## Geschiedenis
Deze molen werd omstreeks 1850 gebouwd. In 1870 werd een stoommachine geplaatst en zo kwam de molen aan zijn naam. Omstreeks 1900 wed de molen door brand geteisterd. Sindsdien werd enkel nog op stoomkracht gemalen. In 1909 werd het wiekenkruis verwijderd en een gasmotor ingezet die later weer door een elektromotor werd vervangen. In 1961 werd het maalbedrijf stopgezet. De kap werd verwijderd en de romp bleef bestaan. Hierin bevindt zich nog een deel van de mechanische maalinrichting.
De molenromp staat op een bedrijventerrein aan de rand van de Brusselse agglomeratie en wordt deels omringd door gebouwen.